# Ayah Bdeir
Ayah Bdeir, in arabo آية بدير‎? (Montréal, 1982), è un'imprenditrice, inventrice e artista statunitense.
È fondatrice e CEO di littleBits.

## Biografia
Nata in Canada e cresciuta a Beirut, Bdeir indica i suoi genitori - il compianto padre Saadi Bdeir, imprenditore, e la madre Randa Bdeir, una banchiera, come principale fonte d'ispirazione, avendo trasmesso ad Ayah e alle sue sorelle l'amore per la matematica, la scienza e il design e avendole incoraggiate a perseguire le loro passioni. Da bambina Bdeir amava smontare gli oggetti per investigarne il contenuto. Ha preso lezioni di programmazione con un Commodore 64 quando aveva 12 anni. I suoi genitori non credevano nelle stereotipe differenze di genere, sostenendo l'aspirazione delle loro ragazze a diventare scienziate e ingegnere, e incoraggiandole a divenire donne in carriera. (La madre di Bdeir ha frequentato l'università per laurearsi mentre le sue figlie andavano a scuola.)

## Istruzione e carriera
Bdeir ha conseguito un Master in Scienze informatiche presso il MIT Media Lab e una laurea in Ingegneria Informatica e Sociologia presso l'Università americana di Beirut. Nel 2008 le è stata assegnata una borsa di studio presso Eyebeam a New York. Ha insegnato presso l' Interactive Telecommunications Program (ITP) della NYU e Parsons The New School for Design. Nel 2010, Bdeir è stata design mentor nel reality show Stars of Science .
Nel settembre 2011, Bdeir ha avviato littleBits Electronics, una startup con l'obiettivo di "mettere il potere dell'elettronica nelle mani di tutti e tutte e di semplificare tecnologie complesse in modo che chiunque possa costruire, prototipare e inventare". La società ha sede a New York con finanziamenti da investitori come True Ventures, Foundry Group e Two Sigma.
Nel 2012, Bdeir ha ricevuto la TED Fellowship e ha tenuto un discorso alla conferenza TED di Long Beach intitolata "Building Blocks That Blink, Beep and Teach".

## littleBits
Bdeir è la fondatrice e CEO di littleBits.

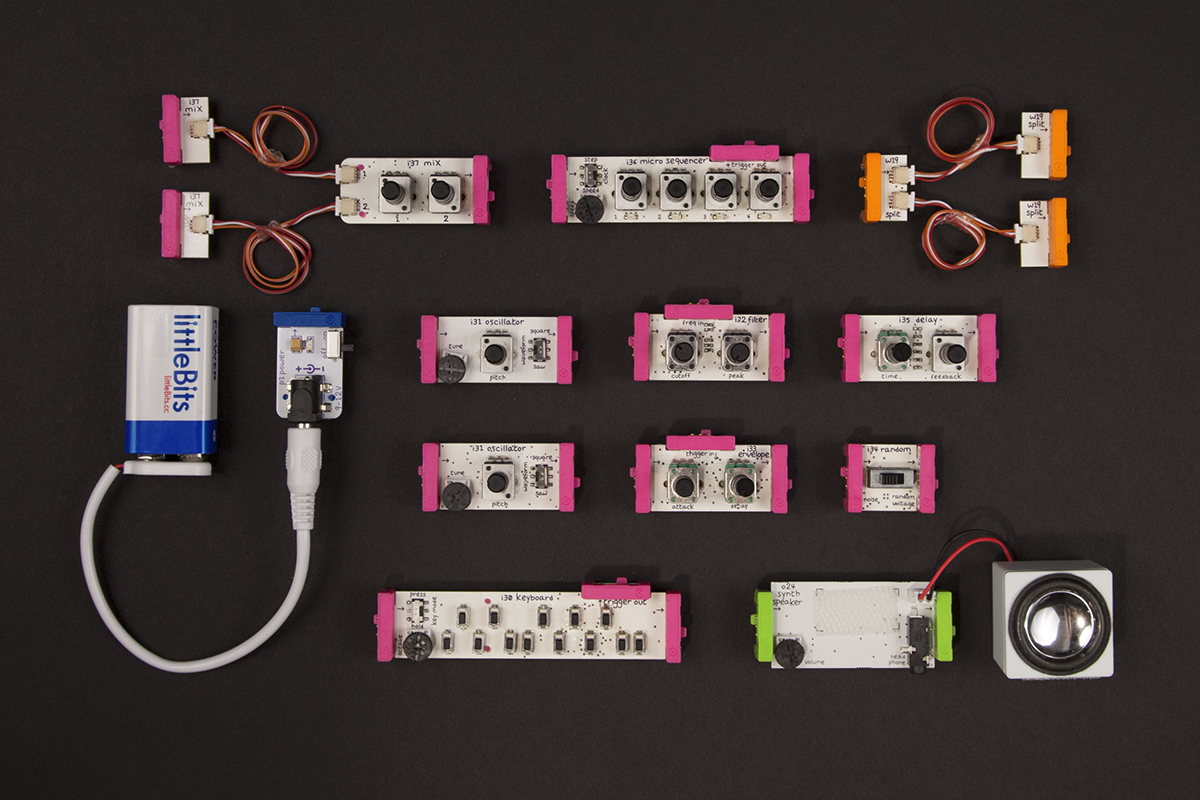
LittleBits, Synth kit

littleBits ha aderito al programma Disney Accelerator 2016. La startup ha anche collaborato con Pearson, una delle principali società al mondo per co-creare curriculum a supporto del loro programma di Scienza e Ingegneria.
Nel 2014, Bdeir e il suo lavoro con littleBits sono stati inclusi nella lista dei "35 imprenditori più cool sotto i 35" di Inc.
Nel 2018, Bdeir e il suo lavoro con littleBits sono stati inclusi nella lista delle "Migliori 5 donne da tenere d'occhio" di Inc. nella sezione di robotica.

## Movimento dei maker, Internet of Things e neutralità di genere
Nel 2014 Bdeir è stata nominata nella lista di Popular Mechanics dei "25 maker che stanno reinventando il sogno americano" e ha parlato del movimento dei maker, dell'importanza della democratizzazione della tecnologia e dell'Internet delle cose in diversi eventi come TED, SXSW, Solid, e CreativeMornings.
Bdeir è una sostenitrice dell'hardware libero e dell'Open Hardware Movement, un'iniziativa volta a garantire che le conoscenze tecnologiche siano accessibili a tutti e ha co-fondato l'Open Hardware Summit, una conferenza annuale organizzata dall'Open Source Hardware Association. Nel 2010, Bdeir ha ricevuto una borsa di studio di Creative Commons per il suo lavoro nell'Open Hardware e per la co-presidenza degli Open Hardware Summit del 2010 e 2011.

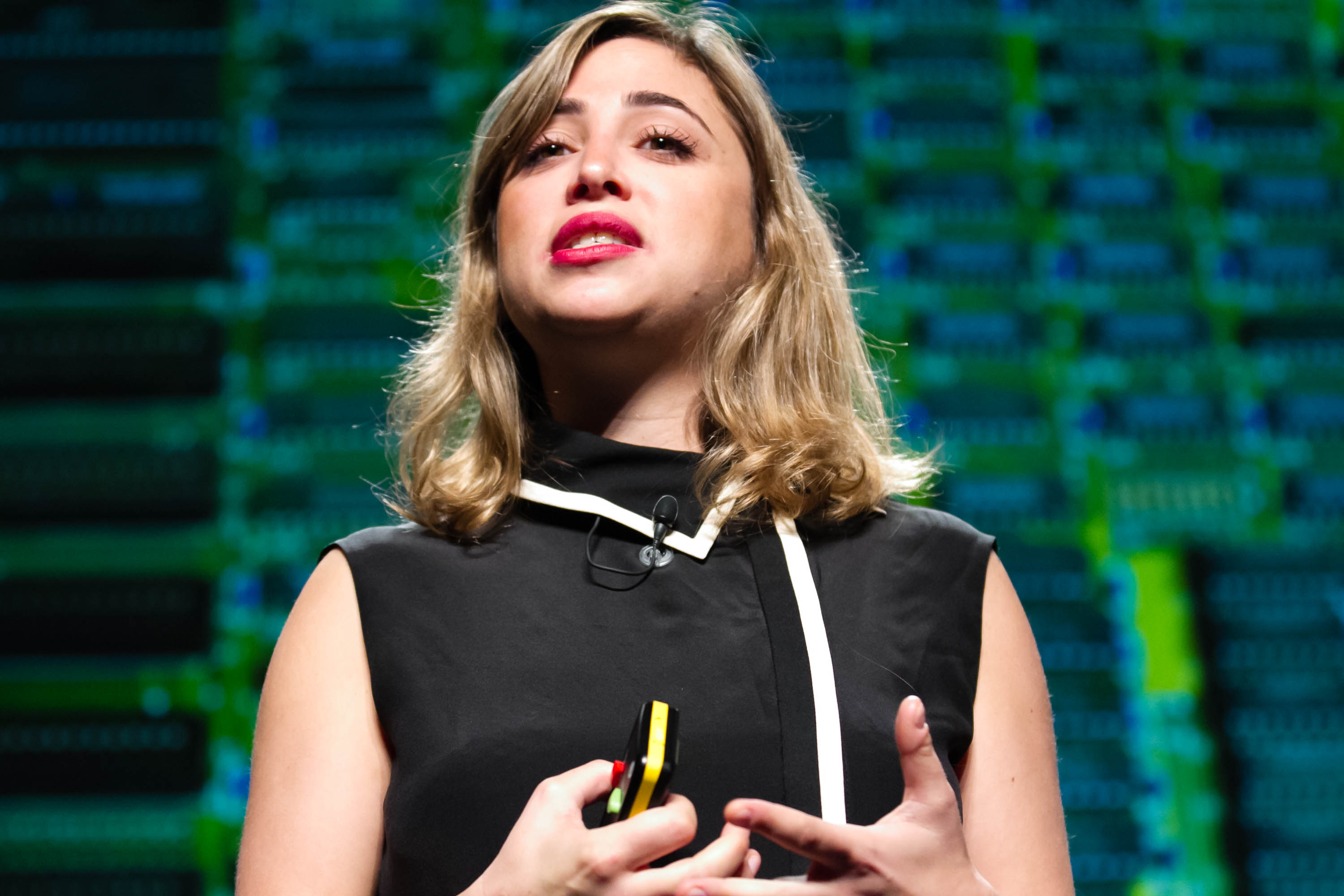
Ayah Bdeir, 2014 - PopTech

Come fellow di Creative Commons, Bdeir ha creato la competizione pubblica per il logo Open Hardware, ora adottato su milioni di circuiti stampati in tutto il mondo. Bdeir ha pubblicato articoli accademici e coniato il termine "Elettronica come materiale", che è l'idea di "pensare all'elettronica come materiale che può essere combinato con altri materiali tradizionali".
Bdeir è una sostenitrice della neutralità di genere nei giocattoli. Bdeir ha dichiarato di essere orgogliosa del fatto che il 40% della base utenti di littleBits sia costituita da bambine e ragazze, dato quattro volte superiore alla media negli STEM / STEAM.

## Opere artistiche
Prima di LittleBits, Bdeir ha lavorato come artista interattiva. Ha esposto opere presso la Peacock Visual Arts Gallery (Aberdeen), il New Museum (New York), Ars Electronica (Linz) e il Royal College of Art (Londra). Le installazioni includono:
- Elusive Electricity (Ejet Ejet)[28]
- Teta Haniya's Secrets[29]
- Les Annees Lumiere[30]
- Arabiia[31]
- Random Search[32]

## Mostre ed esposizioni
- "Subtitled: Narratives From Lebanon", RCA (Royal College of Art) (Londra), 2011
- "Talk To Me", MoMA (Museum of Modern Art) (New York), 2011
- "Electronics as materials", Eyebeam (New York), 2010
- "7 on 7", New Museum (New York), 2010[33]
- "Identities in Motion", Peacock Visual Arts Gallery (Aberdeen, Scozia), 2009
- "Impetus", Ars Electronica (Linz, Austria), lavori dal MIT Media Lab, a cura di Hiroshi Ishii e Amanda Parkes, 2009
- "Open Stitch", Location One Gallery (New York), 2005

## Opere su commissione
- UFA Projection Mapping - Colors of an old Beirut[34]
- White - Source Companion
- The New Museum - Renegade Sculpture
- Festival di Beiteddine - Guy Manoukian